# Deportationsmahnmal Putlitzbrücke

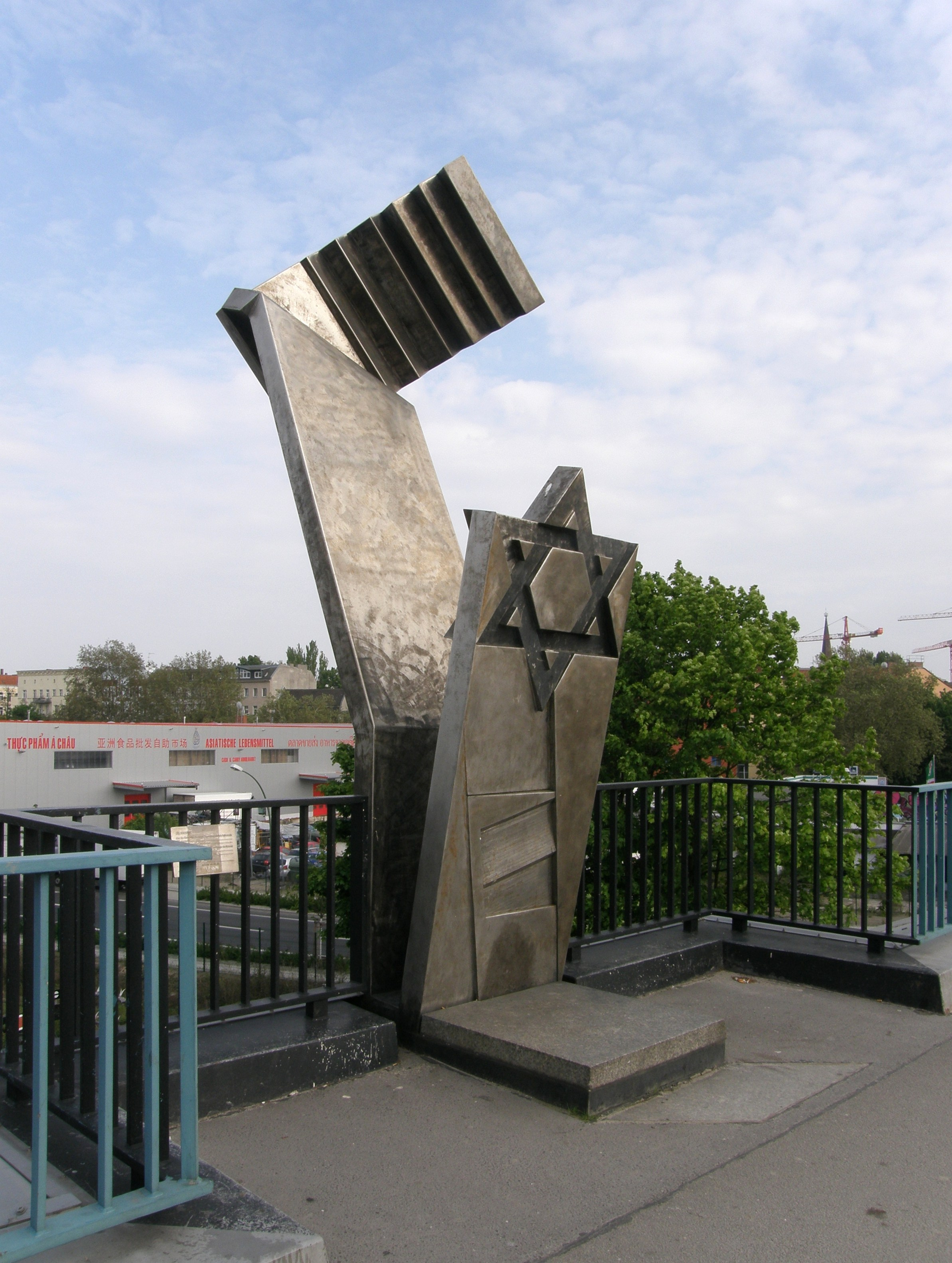
Deportationsmahnmal Putlitzbrücke

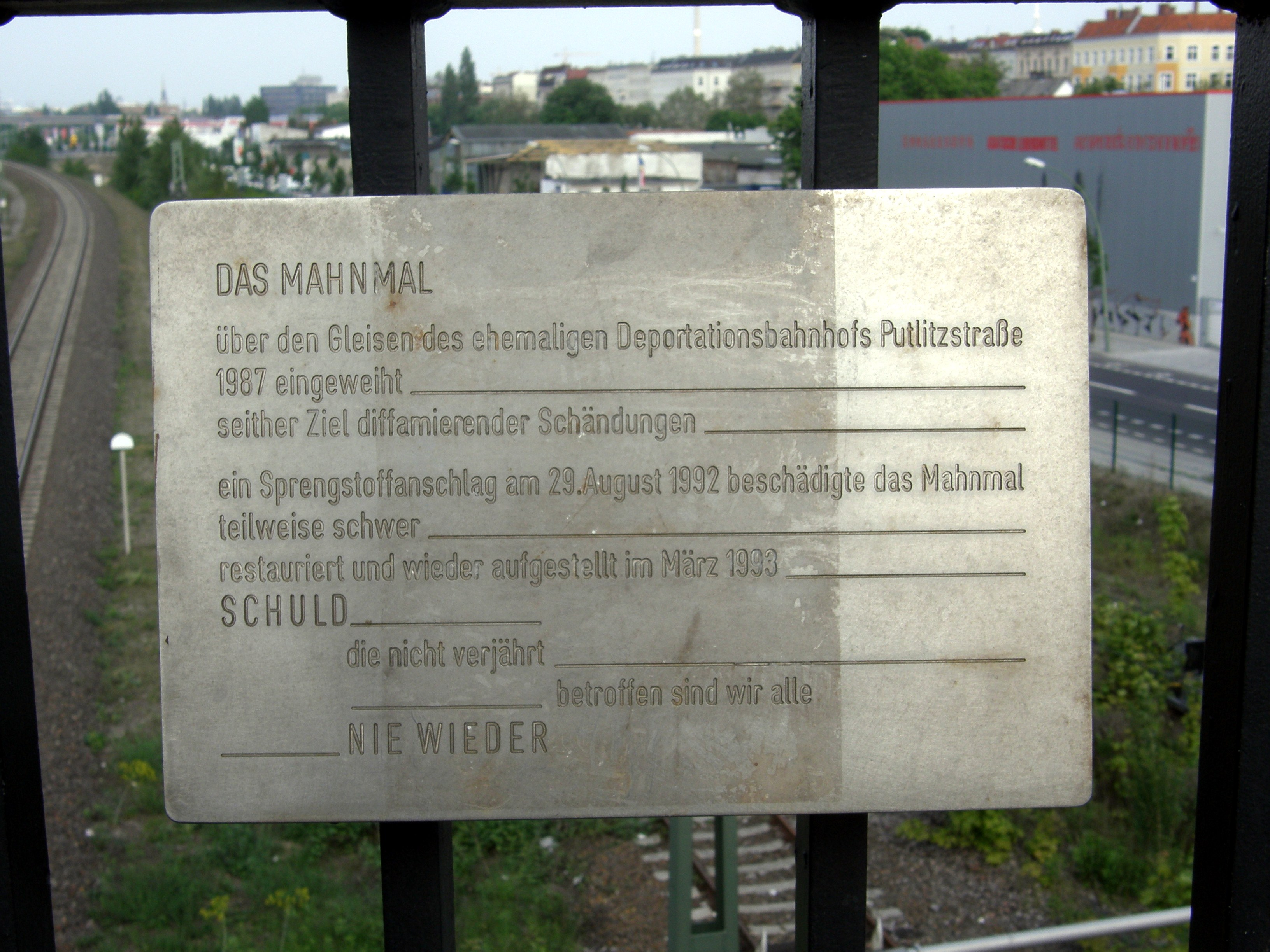
Tafel, die an den Sprengstoffanschlag auf das Mahnmal erinnert

Das Deportationsmahnmal Putlitzbrücke (ⓘ) befindet sich auf der Ostseite der Putlitzbrücke im Berliner Ortsteil Moabit. Die Brücke überspannt an dieser Stelle den Güterbahnhof Moabit, von dessen Gleisen 69, 81 und 82 ab Januar 1942 mehr als 32.000 jüdische Bürger in die Konzentrationslager deportiert wurden.
Das Mahnmal wurde vom Bildhauer Volkmar Haase im Rahmen des Programms Kunst im Stadtraum gestaltet und 1987 aufgestellt. Es zeigt eine 2,50 Meter hohe Edelstahl-Skulptur, die im vorderen Teil an einen Grabstein erinnert. Gekrönt wird dieser mit einem Davidstern, der als versenktes Relief gearbeitet ist. Etwa in Kniehöhe befindet sich die Inschrift:
STUFEN

DIE KEINE

STUFEN

MEHR SIND.

EINE TREPPE

DIE KEINE TREPPE MEHR IST.

ABGEBROCHEN.

SYMBOL DES WEGES

DER KEIN WEG MEHR WAR

FUER DIE

DIE

UEBER RAMPEN

GLEISE

STUFEN

UND TREPPEN

DIESEN LETZTEN WEG GEHEN MUSSTEN.

VOM BAHNHOF PUTLITZSTRASSE

WURDEN IN DEN JAHREN

1941–1944

ZEHNTAUSENDE JUEDISCHER MITBUERGER BERLINS

IN VERNICHTUNGSLAGER

DEPORTIERT

UND

ERMORDET
Der dahinter liegende Teil des Mahnmals zeigt – bezugnehmend auf die Inschrift – eine mehrfach geknickte und deformierte Treppe gen Himmel.
Das Mahnmal ist seit seiner Aufstellung bis in die Gegenwart immer wieder Ziel antisemitischer Beschmierungen und Schändungen. Am 29. August 1992 wurde das Mahnmal Ziel eines Sprengstoffanschlages, der es so schwer beschädigte, dass es vorübergehend demontiert und restauriert werden musste. Die Wiederaufstellung erfolgte im März 1993. An diesen Anschlag erinnert heute eine Tafel am Brückengeländer neben dem Mahnmal.